# Rhoden (am Fallstein)
Rhoden is een plaats en voormalige gemeente in de Duitse deelstaat Saksen-Anhalt, en maakt deel uit van de Landkreis Harz.
Rhoden telt 464 inwoners.